# Potyczka pod Szczepanowicami
Potyczka pod Szczepanowicami – potyczka powstania styczniowego stoczona 13 marca 1863 roku w okolicach wsi Szczepanowice. Walka toczyła się między plutonem żuawów śmierci pod dowództwem kapitana Grzymały, a oddziałem rosyjskich kozaków. Starcie zakończyło się zwycięstwem powstańców. 
„Korpusik” generała Mariana Langiewicza obozował w dniach 6-12 marca 1863 roku w Goszczy. Oddział ten ruszył później w kierunku północnym, z zamiarem dostania się w Góry Świętokrzyskie. 13 marca stanęli oni na noc obozem we wsi Muniakowice w majątku Sosnówka. Dla zabezpieczenia przed niespodziewanym atakiem zostały wystawione dookoła obozu placówki. Jeden pluton drugiej kompanii pułku żuawów śmierci został wysłany w okolice wsi Szczepanowice. W nocy z Miechowa ruszył w kierunku powstańców oddział składający się z około 40 kozaków i 2 rot piechoty. Kozacy zabili jednego żuawa stojącego na pikiecie. Lecz z placówki przeciw kozakom wystąpiło 25 żuawów i zaczęli oni strzelać do Rosjan. Kozacy szybko się wycofali. Stracili jednak w tym starciu 9 zabitych w tym oficera i 5 rannych. Pokazała się jeszcze w oddali rosyjska piechota, ale na powrót zawróciła do Miechowa, nie włączając się do walki. Polacy mieli 1 żuawa zabitego i 1 rannego. (Zieliński wspomina o 1 zabitym i 2 rannych z czego 1 później zmarł z ran.)